# Создатели Солнца
Создатели Солнца (англ. The Sun Makers) — четвертая серия пятнадцатого сезона британского научно-фантастического телесериала «Доктор Кто», состоящая из четырех эпизодов, которые были показаны в период с 26 ноября по 17 декабря 1977 года.

## Сюжет
В далеком будущем жители Плутона обложены налогами. Один из них, Кордо, решает покончить с собой, но его прерывают прибывшие Доктор и Лила, которые обнаруживают, что вокруг Плутона были созданы несколько солнц, позволяющих людям жить там. Однако Компания, владеющая солнцами и строениями на Плутоне, постоянно повышает и без того большие налоги. Каждым Мегрополисом управляет налоговик, а обо всех операциях на планете доносится Сборщику. Многие жители отвергнуты социальным строем и живут в темных туннелях под городом. Доктор, Лила и Кордо направляются туда и встречают изгнанников во главе с жестоким Мандрелом. Он говорит Доктору, что тот должен снять деньги с украденной карточки, или Лилу убьют.
Налоговик Мегрополиса-1, Хэйд, узнает о прибытии ТАРДИС. С помощью трекера он отслеживает K-9, который тем временем находит Доктора и Кордо у банкомата. Хэйд решает, что они торговцы оружием, и приказывает своей охране взять их. Как только Доктор вставляет карточку, его усыпляют газом.
Доктор оказывается в исправительном центре вместе с другим пленником Бишемом, но его освобождают и приводят к Хэйду, который его отпускает, но ставит за ним слежку, веря, что тот приведет его к заговору против Компании. Не зная об этом, Лила, вернувшийся Кордо и K-9 отправляются в исправительный центр за Доктором, но того уже не оказывается, и они освобождают Бишема. Но на обратном пути оказывается, что все пути перекрыла охрана. В атаке на неё Лилу ранят и хватают.
Доктор возвращается к Мандрелу, но тот не верит, что его просто так отпустили. Кордо возвращается с Бишемом и К-9, рассказывает о поимке Лилы и убеждает подземных жителей начать бунт против Компании. Их первая цель — распылители PCM, наркотик, добавляемый в воздух и держащий население в страхе.
Лилу приводят к Сборщику, гуманоиду в кресле с системой жизнеобеспечения. Тот понимает, что теория о Хэйда о заговоре неверна, и приговаривает Лилу к выпариванию. Доктор спасает её, но о его вмешательстве узнает Компания. Сборщик приходит в ярость, а революция начинает разрастаться все сильнее. Хэйда сбрасывают с крыши, а его помощница Марн присоединяется к революции.
Лила и Доктор отправляются во дворец Сборщика, где ломают компьютер. Появляется его владелец и рассказывает, что он усурианец с планеты Усуриус, водорослеподобное существо, похожее на ядовитый гриб. Доктор осуждает его операцию на Плутоне, которая сначала проводилась на Марсе. Сборщик собирается отравить все население планеты, но решает проверить компьютер, и оказывается, что введенные Доктором данные приводят Компанию к банкротству. Это повергает Сборщика в шок, и он исчезает в отверстии в своем кресле, где его запечатывает Доктор и вместе с Лилой и К-9 отбывает, предложив Кордо, Мандрелу и другим отправить обратно на Землю.

## Трансляции и отзывы
| Эпизод            | Дата показа     | Продолжительность | Телезрители (в миллионах) |
| ----------------- | --------------- | ----------------- | ------------------------- |
| «Часть 1»         | 26 ноября 1977  | 24:59             | 8,5                       |
| «Часть 2»         | 3 декабря 1977  | 24:57             | 9,5                       |
| «Часть 3»         | 10 декабря 1977 | 24:57             | 8,9                       |
| «Часть 4»         | 17 декабря 1977 | 24:57             | 8,4                       |
| [ 1 ] [ 2 ] [ 3 ] |                 |                   |                           |